# Давіт Схіртладзе
Давіт Схіртладзе (груз. დავით სხირტლაძე, нар. 16 березня 1993, Тбілісі) — грузинський футболіст, нападник клубу «Сількеборг».
Виступав, зокрема, за клуб «Орхус», а також національну збірну Грузії.

## Клубна кар'єра
У дорослому футболі дебютував 2011 року виступами за команду клубу «Орхус», в якій провів п'ять сезонів, взявши участь у 71 матчі чемпіонату. 
До складу клубу «Сількеборг» приєднався 2016 року. Відтоді встиг відіграти за команду із Сількеборга 27 матчів в національному чемпіонаті.

## Виступи за збірні
У 2009 році дебютував у складі юнацької збірної Грузії, взяв участь у 13 іграх на юнацькому рівні, відзначившись 5 забитими голами.
Протягом 2012–2013 років залучався до складу молодіжної збірної Грузії. На молодіжному рівні зіграв у 7 офіційних матчах, забив 2 голи.
У 2016 році дебютував в офіційних матчах у складі національної збірної Грузії. Наразі провів у формі головної команди країни 2 матчі.

## Досягнення
- Чемпіон Грузії (2):

«Динамо» (Тбілісі): 2020, 2022
- Володар Суперкубка Грузії (1):

«Динамо» (Тбілісі): 2023